# Microescala de Taylor
A microescala de Taylor é uma escala de comprimento usada para caracterizar um fluxo fluido turbulento. A microescala de Taylor é a maior escala de comprimento na qual a viscosidade de fluido afeta significativamente a dinâmica turbilhonamentos no fluxo. Esta escala de comprimento é tradicionalmente aplicada a fluxo turbulento o qual pode ser caracterizado por um espectro de flutuações de velocidade de Kolmogorov. Em tal fluxo, escalas de comprimento as quais são maiores que a microescala de Taylor não são fortemente afetadas pela viscosidade. 
Estas escalas de maior comprimento no fluxo são geralmente referidas como o intervalo inercial. Abaixo da microescala de Taylor os movimentos turbulentos são sujeitos a fortes forças viscosas e a energia cinética é dissipada em calor. Estas escalas de movimento de comprimento mais curto são genericamente denominadas intervalo de dissipação.
O cálculo da microescala de Taylor não é inteiramente de desenvolvimento claro e formal, necessitando a formação de determinada(s) função (ou funções) de correlação do fluxo, então expandindo-se em uma série de Taylor e usando o primeiro termo não nulo para caracterizar uma parábola osculante. A microescala de Taylor é intimamente relacionada às microescalas de Kolmogorov. Esta microescale é nomeada em honra a Geoffrey Ingram Taylor.